# Alfredo Corrias
Alfredo Corrias (Oristany, 1895 - ?) és un polític sard. Militant de la Democràcia Cristiana Italiana, el 1946 fou escollit alcalde d'Oristany. Ha estat conseller regional a les eleccions regionals de Sardenya de 1949 i 1953, en les que fou nomenat Conseller Regional el 1951 i president de Sardenya de 21 de gener de 1954 a 13 de juny de 1955.